# هیتون، استفوردشر
هیتون (به انگلیسی: Heaton) یک روستا و محله مدنی در بریتانیا است که در استافوردشر مورلندز واقع شده‌است. هیتون ۲۶۲ نفر جمعیت دارد.